# 1917 (фільм)
«1917» (англ. 1917) — фільм британського режисера Сема Мендеса за його сценарієм, написаним за участю Крісті Вілсон-Кернс. Фільм розповідає історію двох британських солдатів під час Першої Світової війни, яким доручено передати наказ про скасування атаки, яка може стати катастрофічною для британських сил. Наказ є особливо важливим для одного з солдатів, оскільки у запланованій атаці має брати участь його брат.
Картина була вперше показана 4 грудня 2019 року в Британії. Прем'єра в кінотеатрах відбулася в США 25 грудня 2019 року та 10 січня 2020 року у кінотеатрах Британії. В український прокат фільм вийшов 30 січня 2020 року.
Стрічка отримала схвальні відгуки за режисуру Мендеса, постановку, музичний супровід, монтаж та реалізм. Серед численних нагород картина отримала десять номінацій на премію Оскар, зокрема в категоріях «Найкращий фільм», «Найкращий режисер», «Найкращий оригінальний сценарій». Також вона здобула «Золотий глобус» як Найкращий фільм-драма, перемогу в одразу кількох номінаціях на врученні премії BAFTA, включаючи премію за найкращу картину. На 1 березня 2024 року фільм займав 125-ту позицію у списку 250 кращих фільмів за версією IMDb.

## Сюжет
6 квітня 1917 року повітряна розвідка виявила, що німецькі війська, які відійшли з сектора на Західному фронті у північній Франції, насправді не відступили, а здійснили стратегічне відведення сил на нову лінію Гінденбурга, звідки збираються поливати британців артилерійським вогнем. Британські траншеї позбавлені зв'язку, оскільки всі телефонні лінії перерізані. Молодші капрали Том Блейк та Вілл Скофілд, ветеран битви на Соммі, отримують доручення від генерала Ерінмора передати наказ полковнику МакКензі з 2-го батальйону Девонширського полку про скасування запланованої атаки, яка може поставити під загрозу життя 1600 солдатів, серед яких і брат Блейка — лейтенант Джозеф Блейк.
Скофілд і Блейк перетинають нічийну землю і дістаються покинутих німецьких траншей. У підземних бараках вони натрапляють на розтяжку, яка спрацьовує через щура і вибух ледь не вбиває Скофілда. Блейк встигає врятувати товариша й обом вдається втекти. Солдати приходять до закинутої ферми, де спостерігають повітряний бій і збитий німецький літак, який падає прямо біля них. Скофілд і Блейк витягують пораненого пілота і вирішують допомогти. Несподівано пілот ранить Блейка ножем, та Скофілд встигає застрелити німця. Блейк помирає на руках у побратима, і той обіцяє йому виконати завдання та написати листа його матері. Пізніше Скофілда підбирають британські солдати, що проїжджали повз.
Зруйнований міст неподалік Еку-Сен-Мен не дозволяє британській колоні перетнути канал. Скофілд самотужки переходить канал і потрапляє під вогонь німецького снайпера. Йому вдається вбити снайпера, та рикошет кулі збиває його самого з ніг. Пізніше Скофілд приходить до тями та натикається на схованку французької жінки з дитиною. Жінка заліковує рани солдата, а він співає дитині пісню та віддає свої консерви разом з молоком, яке взяв на фермі. Продовжуючи свій шлях, капрал зустрічає двох німецьких солдатів, одного з яких йому вдається задушити, а іншого оминути. Скофілд зазнає переслідування з боку інших німецьких солдатів та врешті-решт зістрибує в річку. Течія несе його крізь водоспад і ближче до ранку той дістається берега. У лісі капрал знаходить роту D з 2-го батальйону, які йдуть в останній хвилі атаки. Як тільки рота починає рухатись до лінії фронту, Скофілд намагається знайти полковника МакКензі.
Усвідомивши, що траншеї переповнені людьми та дістатися МакКензі вчасно буде складно, Скофілд біжить через поле бою у момент, коли британці починають наступ. Йому вдається знайти та передати наказ МакКензі, який неохоче скасовує атаку. Скофілд дізнався, що Джозеф Блейк був у першій хвилі. Капрал шукає його серед поранених та знаходить неушкодженим. Джозефу шкода чути про смерть брата, та він все ж дякує солдату за його старання. Скофілд віддає Джозефу кільця та жетон брата і просить дозволу написати листа їхній матері про героїзм Блейка, на що той погоджується. Скофілд сидить під деревом, розглядаючи фотографії своїх двох дочок і дружини.

## Акторський склад
| Актор               | Роль                           |
| ------------------- | ------------------------------ |
| Джордж МакКей       | молодший капрал Вільям Скофілд |
| Дін-Чарльз Чепмен   | молодший капрал Томас Блейк    |
| Марк Стронг         | капітан Сміт                   |
| Ендрю Скотт         | лейтенант Леслі                |
| Річард Медден       | лейтенант Джозеф Блейк         |
| Клер Дюбурк         | Лорі                           |
| Колін Ферт          | генерал Ерінмор                |
| Бенедикт Камбербетч | полковник МакКензі             |
| Деніел Мейс         | сержант Сандерс                |
| Едріан Скарборо     | майор Хепберн                  |
| Джеймі Паркер       | лейтенант Річардс              |
| Майкл Джібсон       | лейтенант Хаттон               |
| Річард МакКабі      | полковник Коллінс              |
| Кріс Воллі          | рядовий Буллен                 |
| Набхаан Різван      | сипай Джондалар                |
| Майкл Корнеліус     | рядовий Корнеліус              |

## Український дубляж
- Студія: LeDoyen Studio
- Режисерка дубляжу: Анна Пащенко
- Перекладач: Олег Колесніков

Ролі дублювали:
- Джордж Маккей / Капрал Ленс Скофілд — Валентин Музиченко
- Дін-Чарльз Чепмен / Капрал Блейк — Олександр Солодкий
- Деніел Мейс / Сержант Сандерс — Сергій Солопай
- Колін Ферт / Генерал Ерінмор — Володимир Кокотунов
- Лейтенант — Михайло Войчук
- Макр Стронґ / Капітан Сміт — Михайло Кришталь
- Бенедикт Камбербатч / Полковник Макензі — Андрій Мостренко
- Річард Медден / Лейтенант Блейк — Дмитро Гаврилов
- Ендрю Скотт / Лейтенант Леслі — Олександр Погребняк

А також: Роман Молодій, Євген Пашин, Павло Голов, Михайло Тишин,

## Виробництво
У червні 2018 року було оголошено, що компанія Стівена Спілберга Amblin Partners буде продюсувати проєкт Сема Мендеса, дія якого розгорнеться під час Першої світової війни. Фільм став першим поверненням Мендеса на великий екран після «007: Спектр». У вересні 2018 року з'явилися чутки, що переговори про участь у фільмі веде Том Голланд. У жовтні 2018 року до виробничої команди приєднався оператор Роджер Дікінс. Пізніше стало відомо, що Джордж МакКей і Дін-Чарльз Чепмен ведуть переговори про виконання головних ролей в проєкті. Повний акторський склад, що містив у собі багато відомих британських акторів, був оголошений 28 березня 2019 року. Також в березні було підтверджено участь композитора Томаса Ньюмена.

## Фільмування
Зйомки фільму почалися 1 квітня 2019 року і тривали до червня. Сет декорацій, що містить репліку французької ферми та окопи були встановлені в селі на рівнині Солсбері в 6 милях від Стоунгенджу. Це викликало певні проблеми в узгодженні місця проведення знімань, оскільки археологи критикували їх за можливі пошкодження, які будівництво може завдати гіпотетичним місцям поховання, які ще не були виявлені поблизу Стоунхенджу, а місцеві жителі направляли скарги на навантаження, які понесе місцева інфраструктура через присутність великої знімальної групи в околицях. Частина зйомок пройшла в Глазго.

## Реліз
Дата виходу на екрани — 4 грудня 2019 року у Великій Британії, 30 січня 2020 року — в Україні.

## Сприйняття

### Касові збори
«1917» зібрав 159,2 мільйона доларів у США і Канаді та 225,4 мільйона доларів в інших країнах, що в цілому склало 384,6 мільйона доларів при виробничому бюджеті 90-100 мільйонів доларів. За підрахунками Deadline Hollywood, чистий прибуток фільму склав 77 мільйонів доларів.
У США фільм заробив $251 000 у перший день обмеженого прокату, а за п'ять днів прокату зібрав $570 000, що в середньому становило $91 636 на один зал. За 15 днів обмеженого прокату фільм зібрав загалом $2,7 мільйона. Потім він розширився 10 січня, заробивши 14 мільйонів доларів у перший день, включаючи 3,25 мільйона доларів від попередніх переглядів у четвер увечері. За вихідні він зібрав 36,5 мільйона доларів (перевершивши початкові прогнози в 25 мільйонів доларів), ставши першим фільмом, який посунув «Зоряні війни: Скайвокер. Сходження» в прокаті. У другий вікенд широкого прокату картина заробила 22 мільйони доларів (і 26,8 мільйона доларів за чотириденний День Мартіна Лютера Кінга-молодшого), посівши третє місце після фільмів «Погані хлопці назавжди» та «Дулітл». У наступні два вікенди кінострічка зібрала 15,8 млн доларів та 9,7 млн доларів, обидва рази залишаючись на другому місці. За чотириденний вікенд, присвячений врученню премії «Оскар», фільм зібрав 9,3 млн доларів.

### Прийом критиків
На агрегаторі рецензій Rotten Tomatoes картина має рейтинг схвалення 89 % на основі 460 рецензій із середньою оцінкою 8,4/10. Критичний консенсус на сайті звучить так: «Жорсткий, захоплюючий і вражаючий технічним досягненням, „1917“ зображує окопну війну Першої світової війни з грубою, вражаючою безпосередністю». Metacritic присвоїв фільму середньозважену оцінку 78 балів зі 100 на основі 57 рецензій, що свідчить про «загалом схвальні відгуки». Глядачі, опитані CinemaScore, поставили картині середню оцінку «A-» за шкалою від A+ до F, а PostTrak повідомив, що фільм отримав середню оцінку 4,5 з 5 від опитаних ними глядачів, причому 69 % сказали, що обов'язково порекомендували б його.
Кілька критиків назвали кінострічку однією із найкращих у 2019 році, зокрема Кейт Ербленд з IndieWire та Шері Лінден з журналу The Hollywood Reporter. У статті для Hindustan Times Рохан Наахар заявив: «Я можу лише уявити, який ефект матиме „1917“ на аудиторію, яка не знайома з методами, які Сем Мендес та Роджер Дікінс збираються застосувати до неї». Джастін Чанг у своїй рецензії для NPR був менш позитивним. Він погодився, що фільм є «приголомшливим технічним досягненням», але не вважав його настільки вражаючим, оскільки стиль Мендеса з його враженням безперервних дублів «може настільки ж відволікати, наскільки й занурювати в атмосферу».
Манола Даргіс з газети The New York Times назвала кінострічку «ретельно організованою та санітарно обробленою картиною війни […], яка перетворює один з найкатастрофічніших епізодів сучасності на вправу в показусі». Елісон Віллмор з Vulture порівняла її з військовим фільмом «Дюнкерк» (2017) на користь останнього, написавши: «Вигадка естетичної задумки затьмарює будь-які інші наміри фільму».
Мейлан Соллі зі Смітсонівського інституту сказав, що «фільм перевиконав свою мету (підняти кіно про Першу світову війну на раніше небачений рівень наочності), вразивши глядачів як приголомшливими візуальними ефектами, так і зображенням часто ігнорованої глави військової історії».
У 2023 році Parade включив фільм до списку «50 найкращих воєнних фільмів усіх часів».

### Нагороди
«1917» отримав десять номінацій на 92-й церемонії вручення премії «Оскар», вигравши в номінаціях за найкращу операторську роботу, найкраще зведення звуку та найкращі візуальні ефекти. Фільм отримав три номінації на 77-й церемонії вручення премії «Золотий глобус» і виграв дві нагороди: за найкращий фільм — драма та найкращу режисуру. Він також отримав вісім номінацій на 25-ту премію «Вибір критики», вигравши три нагороди, в тому числі за найкращу режисуру та дев'ять номінацій на 73-ю премію Британської кіноакадемії, вигравши найбільше нагород — сім, в тому числі за найкращий фільм, найкращу режисуру та найкращий британський фільм. Національна рада кінокритиків США та Американський інститут кінемистецтва назвали його одним з десяти найкращих фільмів року.